# Rachel Bilson
Pour les articles homonymes, voir Bilson.
Rachel Bilson est une actrice et mannequin américaine, née le 25 août 1981 à Los Angeles. 
Elle est révélée dans le rôle de Summer Roberts dans la série dramatique Newport Beach (2003-2007). Elle est ensuite l'héroïne de la série romantique Hart of Dixie (2011-2015).

## Biographie
Née à Los Angeles, en Californie, Rachel est la fille unique de Janice (née Stango), sexologue, et de Danny Bilson, producteur, réalisateur et scénariste. Elle est américaine du côté de son père, et italienne du côté de sa mère,. Son arrière-grand-père, George Bilson, gérait la société RKO Pictures et a également produit de nombreux courts-métrages comiques ; son arrière-grand-mère, Hattie Bilson, originaire de Brooklyn, était scénariste, et son grand-père, Bruce Bilson, est réalisateur. Ses parents, Janice et Danny, ont divorcé lorsqu'elle avait neuf ans et, en 1997, son père s'est remarié à Heather Medway, avec qui il a eu deux filles : Hattie (née le 19 décembre 2001) et Rosemary (née le 10 février 2007).
Adolescente, Rachel se décrivait comme étant "auto-destructrice" et "rebelle". À l'âge de 16 ans, elle a eu un accident de voiture avec des amis, et a été dans le coma pendant quelques jours ; depuis, elle souffre parfois de migraine et de perte de mémoire. Elle a déclaré que cette expérience lui a servi de leçon et qu'elle ne voulait plus "s'attirer d'ennuis". En 1995, à l'âge de 14 ans, elle est ressortie diplômée du collège, Walter Reed Middle School, puis, en 1999, elle est ressortie diplômée du lycée Notre Dame High School. Elle a également étudié à l'université de Grossmont, mais a abandonné un an plus tard. Lorsqu'elle était au lycée, elle a joué dans des pièces de théâtre telles que Bye Bye Birdie, Once Upon a Mattress et Les Sorcières de Salem.

## Carrière

### Révélation télévisuelle (2003-2007)
Elle fait plusieurs apparitions dans des publicités pour les restaurants Subway et pour une marque de céréales, Raisin Bran. Elle a fait ses débuts à l'écran au début de l'année 2003, en apparaissant dans un épisode de Buffy contre les vampires.
En 2003, elle décroche le rôle de Summer dans Newport Beach. Son personnage, qui ne devait apparaître que dans les premiers épisodes, a rapidement pris de l'importance. Elle devient l'un des quatre visages centraux de la série jusqu'à son arrêt en 2007, au bout de quatre saisons et 92 épisodes. 
En 2005, lors des Teen Choice Awards, elle remporte trois récompenses dont celle de meilleure actrice pour un drama. En 2005, le magazine Maximal l'a nommée sixième dans leur Hot 100 annuel, 39e en 2007 et 28e en 2008.
Parallèlement, elle tente de se lancer au cinéma.

### Échecs au cinéma (2007-2011)

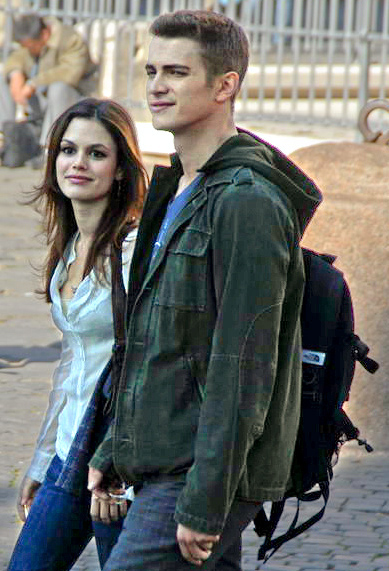
L'actrice aux côtés de Hayden Christensen, sur le tournage de Jumper, en novembre 2006.

En 2006, alors que la fin de Newport Beach se profile côté télévision, elle tient son premier rôle au cinéma en jouant la jolie Kim qui fait tourner la tête du héros de la comédie dramatique The Last Kiss, portée par un autre acteur révélé par la télévision, Zach Braff. Le film ne parvient cependant pas à réitérer le succès surprise du précédent film de Zach Braff, Garden State, grâce auquel Natalie Portman avait livré une performance remarquée.
Cependant, la même année, elle décroche le rôle de Millie en remplacement de l'actrice Teresa Palmer dans le blockbuster fantastique Jumper, mené par la valeur montante Hayden Christensen. Sorti le 14 février 2008,, le blockbuster est un échec critique et commercial : il rembourse à peine son budget sur le territoire nord-américain et est éreinté par la critique. Les projets de suites sont annulés, et ses jeunes acteurs voient leur ascension professionnelle coupée en plein élan.
La même année, le film à sketches New York, I Love You, dans lequel elle tient un petit rôle, est un échec critique contrairement à son prédécesseur Paris, je t'aime. 
En septembre 2007, alors que Newport Beach s'est conclu sur Fox quelques mois plus tôt, l'actrice apparaît dans deux épisodes de la première saison de la nouvelle série Chuck.
L'année 2010 la voit persister dans le genre de la comédie romantique : elle partage l'affiche de Waiting for Forever de James Keach, avec Tom Sturridge. Elle apparaît aussi dans deux épisodes de la populaire sitcom How I Met Your Mother : le 100e épisode  puis le premier de la saison 6.
Cette même année, elle auditionne pour doubler l'héroïne du film d'animation de Walt Disney Raiponce, mais Mandy Moore lui est préférée.
En 2011, elle évolue aux côtés de Krysten Ritter dans la comédie indépendante Trois colocs et un bébé, écrite et réalisée par Kat Coiro. Le film passe inaperçu. Parallèlement, elle tourne dans une pub de Karl Lagerfeld pour la marque Magnum aux côtés du mannequin français Baptiste Giabiconi. Mais surtout, elle opère son grand retour à la télévision.

### Retour à la télévision (depuis 2011)
En 2011, elle décroche en effet rôle-titre de Hart of Dixie, une nouvelle comédie dramatique de CW, imaginée par le créateur de Newport Beach, Josh Schwartz. Elle campe une jeune médecin de New York qui hérite d'un cabinet médical dans une petite ville du Sud appelée Bluebell, habitée par un groupe d'habitants excentriques. 
Parallèlement, elle se fait rare : en 2013, elle tient un second rôle dans la comédie dramatique indépendante The Sex List, écrite et réalisée par Maggie Carey, et portée par la révélation comique Aubrey Plaza. Et elle revient dans deux épisodes de How I Met Your Mother, en 2013 puis en 2014.
En mars 2015, Hart of Dixie se conclut au bout de quatre saisons et 76 épisodes. 
L'actrice ne revient que deux ans plus tard à la télévision, pour un rôle récurrent dans la cinquième saison de la série Nashville. Cependant, la série est arrêtée au terme de cette année.
En février 2018 commence le tournage de la série Take Two, réalisée par le créateur de Castle. Elle tient l'un des rôles principaux, celui de Sam, une ancienne star de série policière.

## Vie privée
Rachel a été en couple avec l'acteur américain Adam Brody, son partenaire dans Newport Beach, de décembre 2003 à mars 2006. 
En février 2007, elle devient la compagne de l'acteur canadien Hayden Christensen - rencontré sur le tournage du film Jumper l'année précédente. Le couple se fiance en décembre 2008, avant de finalement se séparer en juin 2010, puis de se remettre ensemble cinq mois plus tard. Le 29 octobre 2014, ils deviennent les parents d'une petite fille, prénommée Briar Rose Christensen. En septembre 2017, le couple se sépare après plus de dix ans de vie commune, et s'accorde sur une garde partagée pour leur fille. 
Elle a, par la suite, fréquenté l'acteur et producteur américain Bill Hader de novembre 2019 à juillet 2020. Depuis 2021, elle est en couple avec l'artiste américain Zac LaRoc.

## Filmographie

### Cinéma
- 2006 : Last Kiss (The Last Kiss) de Tony Goldwyn : Kim
- 2008 : Jumper de Doug Liman : Millie Harris
- 2009 : New York, I Love You (segment de Jiang Wen) : Molly
- 2010 : Waiting for Forever de James Keach : Emma
- 2011 : Trois colocs et un bébé (Life Happens) de Kat Coiro : Laura
- 2013 : The Sex List (The To Do List) de Maggie Carey : Amber Klark
- 2014 : Braquage à l'américaine (American Heist) de Sarik Andreassian : un témoin (caméo)

### Court-métrage
- 2003 : Unbroken de Brad Furman : Rachel
- 2018 : Magnetic Plasma for mass(es) Enlightenment de Drew Fuller : Love

### Télévision
- 1998 : It's True! : Jenna (pilote non diffusé)
- 2003 : Touche pas à mes filles : Jenny (saison 1, épisode 14)
- 2003 : Buffy contre les vampires : Colleen (saison 7, épisode 18)
- 2003-2007 : Newport Beach : Summer Roberts (92 épisodes - rôle principal)
- 2004 : That '70s Show : Christy (saison 6, épisode 21)
- 2007 : Chuck : Lou Palone (saison 1, épisodes 8 et 9)
- 2010-2014 : How I Met Your Mother : Cindy (saisons 5, 6, 8 et 9, 4 épisodes)
- 2011-2015 : Hart of Dixie : Dr. Zoe Hart (76 épisodes - rôle principal)
- 2012 : Gossip Girl : elle-même (saison 6, épisode 10)
- 2016 : Drunk History : Constance Kopp (saison 4, épisode 6)
- 2017 : Nashville : Alyssa Greene (saison 5, 5 épisodes - rôle récurrent)
- 2018 : Take Two, enquêtes en duo : Sam Swift (13 épisodes - rôle principal)
- 2020 : Allô la Terre, ici Ned : elle-même (saison 1, épisode 9)

#### Téléfilms
- 2019 : Lovestruck de Sanaa Hamri : Daisy Valentine